# سنگ یادبود اوشمگل
سنگ یادبود اوشمگل (انگلیسی: Stele of Ushumgal) یک لوح سنگی اولیه سومری است که قدمت آن به دوره اولیه سلسله
I-II (حدود ۲۹۰۰–۲۷۰۰ قبل از میلاد) می‌رسد و احتمالاً از اوما سرچشمه گرفته است. این سنگ یادبود در حال حاضر در موزه هنر متروپولیتن نیویورک قرار دارد.
این لوح، ۲۲ سانتی‌متر ارتفاع دارد و تا حدی رمزگشایی شده است و به انتقال اولیه مالکیت زمین اشاره دارد. روی سنگ یک مرد تنومند به همراه یک نوشته دیده می‌شود که می‌توان آن را اوشمگل کشیش pab-šeš شارا (ایزد) خواند. در طرف دیگر یک دختر یا زن با نام نامشخص، احتمالاً دختر اوشومگل، ایستاده است.
این سنگ به عنوان یک نوع کودورو باستانی توصیف شده است، نوعی از سنگ یادبود است که از دوره کاسیان در هزاره دوم پیش از میلاد شناخته شده است.

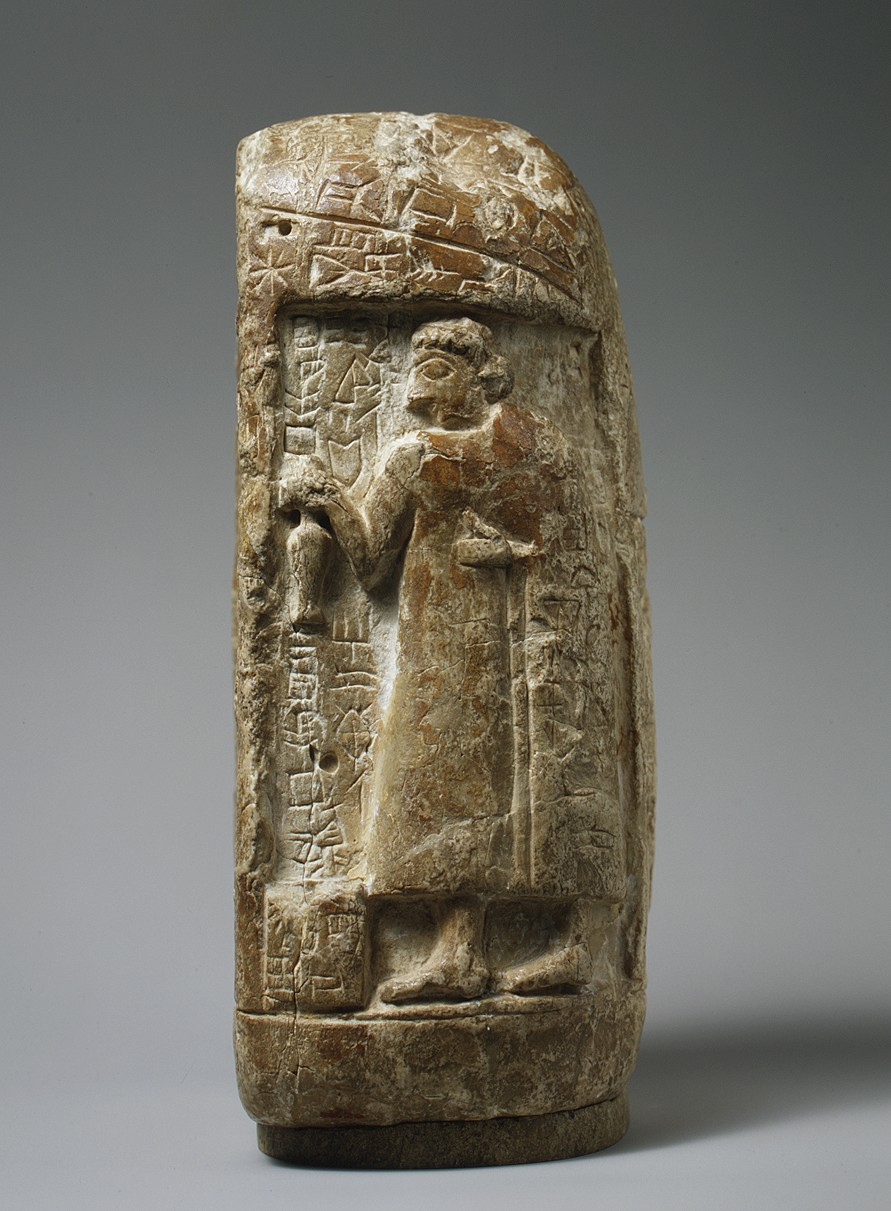
دختر اوشمگل.
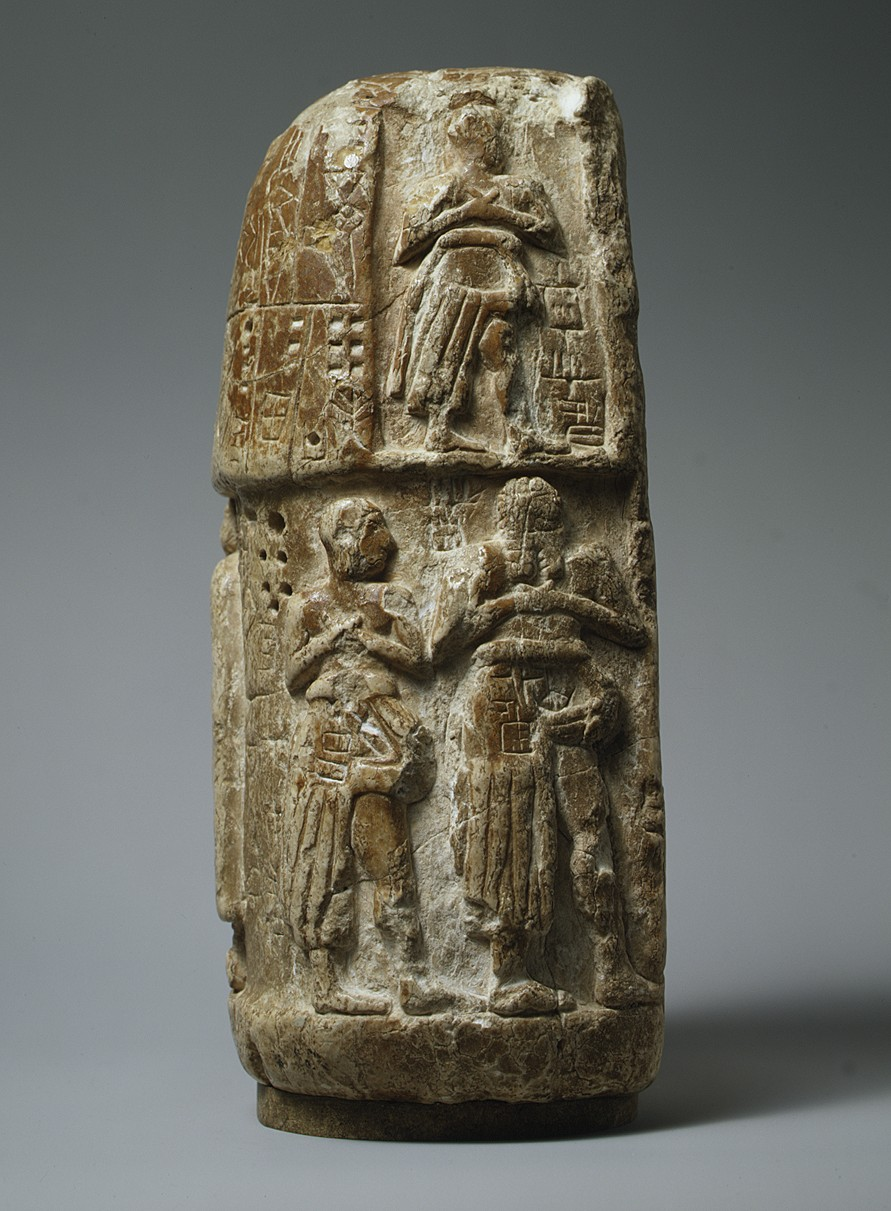
سه مرد، احتمالاً از یک شورای محلی
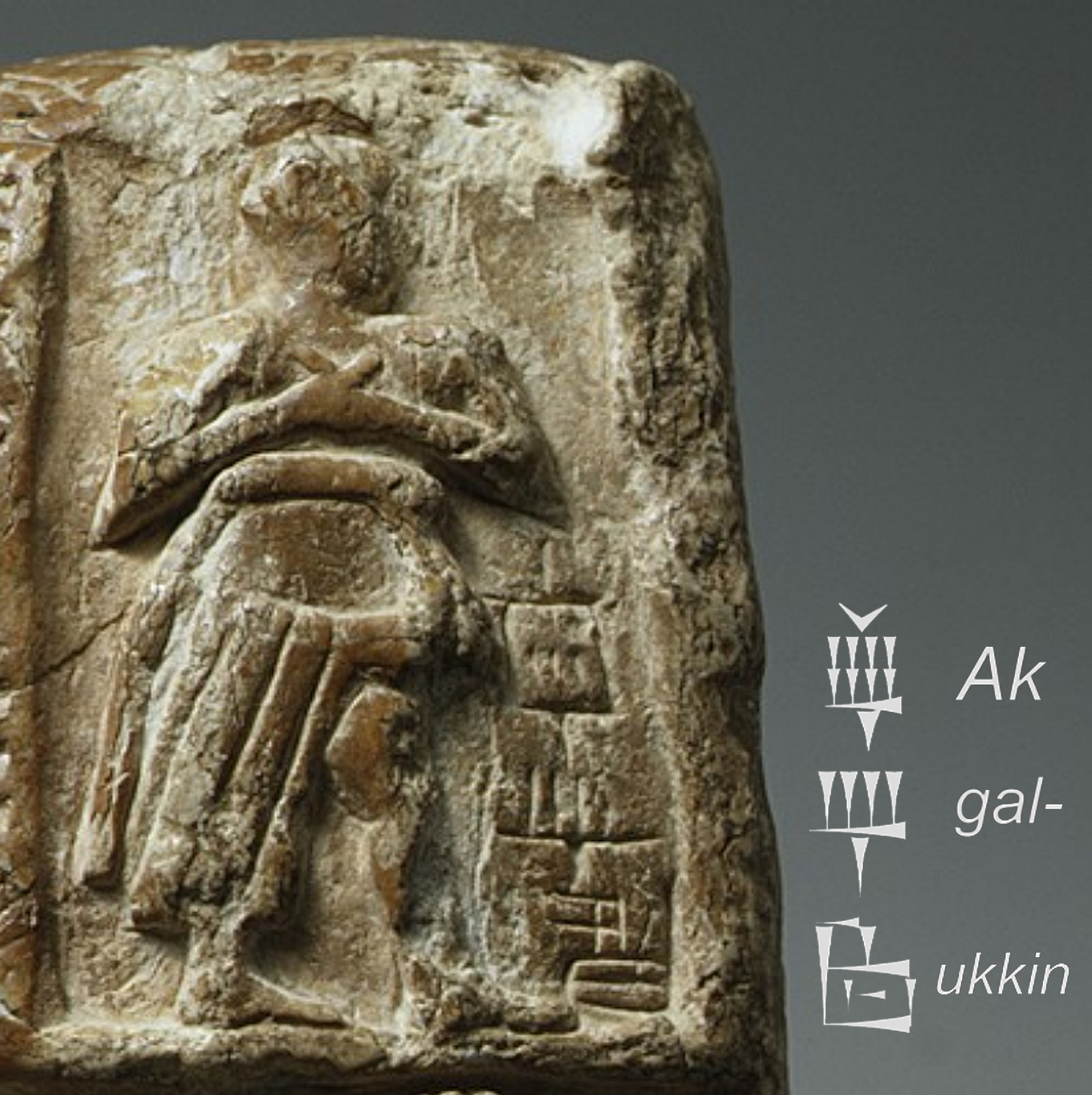
نام "Akka" در Stele of Ushumgal به صورت Ak gal-ukkin, "Ak gal-ukkin official" آمده است. گفته می‌شود که این می‌تواند به خود آکا پادشاه کیش اشاره داشته باشد
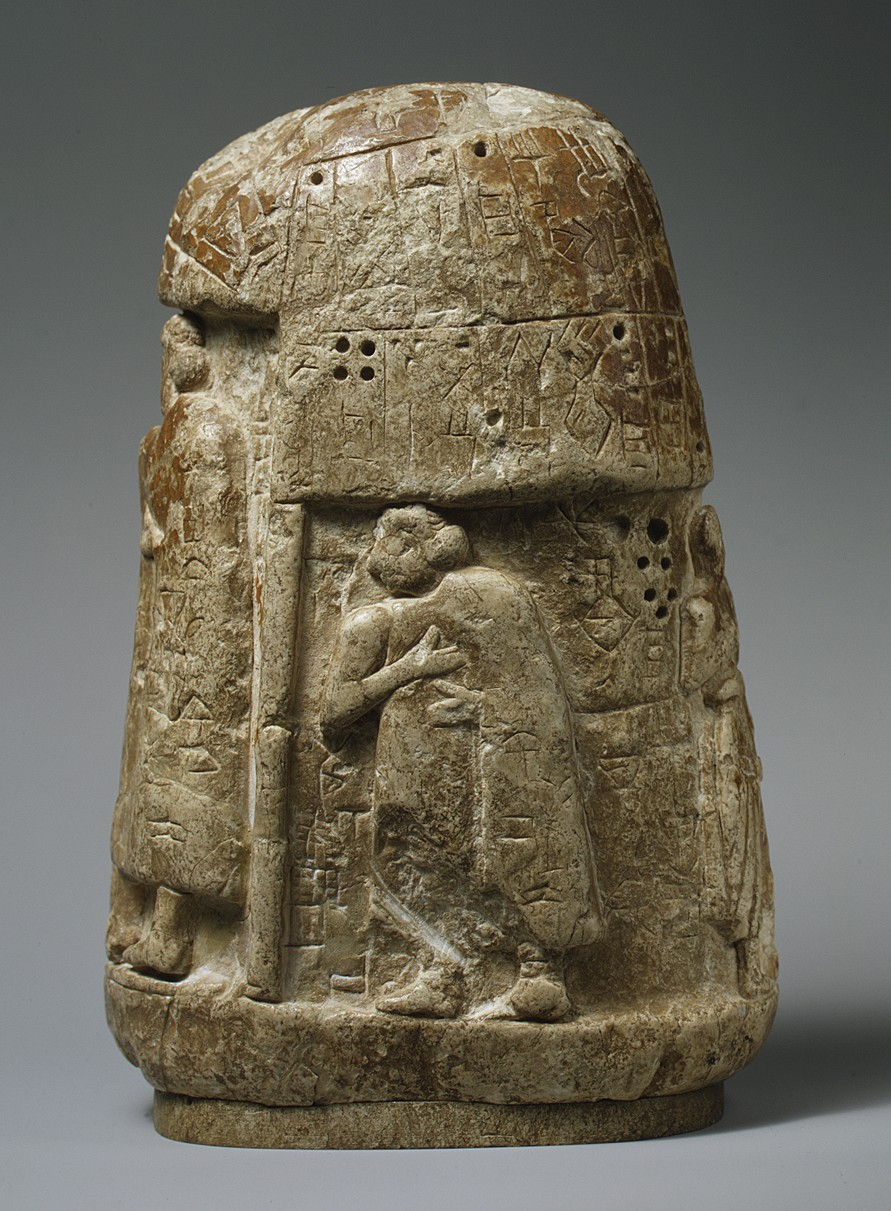
نمایی دیگر
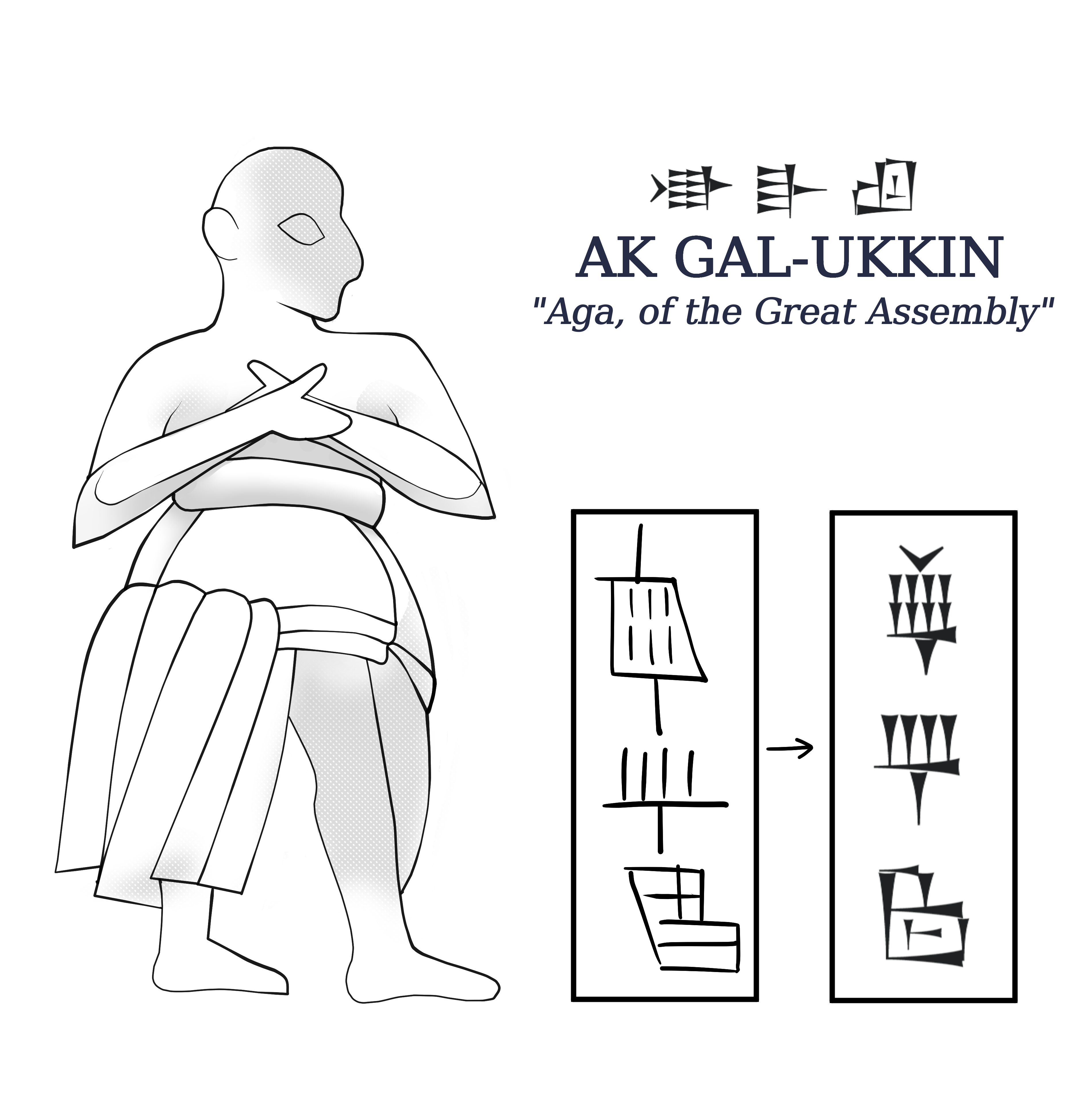
طراحی خطی از اوشمگل.